# تفجيرات سوريا يونيو 2019
في 2 يونيو 2019، تم تفجير ثلاث عبوات ناسفة (اثنتان منها سيارات مفخخة) من قبل تنظيم الدولة الإسلامية (داعش) في شمال سوريا - واحدة في أعزاز واثنتان في الرقة. لقد قتلت التفجيرات أكثر من 30 شخصًا بينهم مدنيون وأصيب العشرات. كان من بين القتلى خمسة أطفال.